# Berliner Nacht-Taxe
Berliner Nacht-Taxe ist eine deutsche Sendereihe mit Michael Kessler, die von Oktober 2006 bis November 2009 im rbb in vier Staffeln ausgestrahlt wurde. Sie zeigte authentische Gespräche und Begegnungen mit Menschen, die in Berlin in ein von Kessler gelenktes Taxi einstiegen. Ab der vierten Staffel wurde die Sendung aus dem fahrenden Wagen per Stream ins Internet übertragen. Zuschauer konnten so die Dreharbeiten live verfolgen und über das soziale Netzwerk Twitter mit Michael Kessler kommunizieren. Diese Form der Interaktion und mobilen Übertragung stellte im Fernsehen eine Weltpremiere dar.

## Idee und Konzept
Das Konzept wurde von rbb-Redakteurin Katrin Mandel, dem ehemaligen rbb-Unterhaltungschef Helmut Lehnert und Produzent Stefan Wieduwilt entwickelt, dessen Firma zugleich mit der Produktion der Sendereihe beauftragt war. Intention des Formats war es, die Bundeshauptstadt Berlin mit all ihren aus unterschiedlichen Generationen, Kulturen und sozialen Schichten stammenden Bürgern und Touristen realitätsgetreu zu zeigen. Während der Nachtstunden nahm Michael Kessler als Taxifahrer am Straßenrand wartende Fahrgäste auf und versuchte mit ihnen ins Gespräch zu kommen. Um Authentizität zu gewährleisten, verzichtete man auf Drehbücher mit inszenierten Situationen, festgelegten Dialogen, vorausgewählten Darstellern sowie auf Kostümierung und Make-up. Die spontan zugestiegenen Personen mussten sich damit einverstanden erklären, während der Fahrt gefilmt zu werden, wurden dafür aber kostenlos befördert. Die sich entwickelnden Gespräche waren thematisch breit gefächert. Ergaben sich interessante Gelegenheiten und stimmten die Gäste zu, begleitete Kessler sie mit der Kamera zu ihren jeweiligen Unternehmungen. So schloss er sich unter anderem Besuchen in Bars oder Clubs an, lud Fremde in eine Eckkneipe oder an einen Currywurststand ein und folgte Einladungen in Privatwohnungen.
Michael Kessler sagte seine Mitwirkung an der Sendereihe unter der Voraussetzung zu, dass keine Gewinne ausgelobt und keine Menschen getäuscht oder der Lächerlichkeit preisgegeben werden. Als Begründung führte er seine Kritik an zahlreichen gefälschten Fernsehproduktionen der Gegenwart an, die sich Laiendarstellern und arrangierter Ereignisse bedienten und in Form von Scripted Reality Realität lediglich vorgaukelten. 

## Produktion
Die Pilotstaffel startete mit sechs Folgen am 30. Oktober 2006. Im September 2007 folgte mit zwölf Folgen die zweite Staffel, weitere zwölf Episoden schlossen sich ab August 2008 in der dritten Staffel an. Nachdem zunächst Thorsten Klauschke als alleiniger Regisseur fungierte, wechselte er sich ab Oktober 2007 mit Peter Scholl ab. Um die früh einsetzende Dunkelheit zu nutzen, fanden die jeweiligen Dreharbeiten während des Herbstes statt. Im Hinblick auf das insbesondere am Wochenende ausgeprägte Berliner Nachtleben wurden die Einsätze jeweils auf Freitag- und Samstagnacht von etwa 19:00 Uhr bis 5:00 Uhr begrenzt. Mit dem Ziel, möglichst viele Fahrgäste zu gewinnen, informierte sich das Team vorab über Art, Ort und Größe geplanter Veranstaltungen wie Konzerte, Messen und Feiern. Kessler nahm ausschließlich am Fahrbahnrand winkende Kunden auf. Er schaltete sich nicht in den Taxifunk ein und hielt auch nicht an ausgewiesenen Taxiständen. Weil er unentgeltlich fuhr, bedurfte er keines Personenbeförderungsscheins. Das genutzte Taxi mit ausgebautem Beifahrersitz war sichtbar mit vier Kameras und fünf Mikrofonen ausgestattet. Aus diesem Grund wurde es häufig mit dem Quiz Taxi verwechselt. Pro Tour beförderte Michael Kessler maximal drei Fahrgäste, insgesamt bestritt er rund 15 Touren und Fahrtstrecken bis zu 160 km pro Nacht. 90 % der Kunden stiegen ein und ließen sich filmen. Allen Passagieren wurde eine Telefonnummer ausgehändigt, mit der sie das Taxi in derselben Nacht noch einmal anfordern konnten. Dreharbeiten von 20 Stunden entsprachen einer Sendezeit von 30 Minuten. Produzent Stefan Wieduwilt, der jeweilige Regisseur und ein dreiköpfiges Team mit Kameramann, Tontechniker und Produktionsassistent fuhren dem Taxi in einem Zweitwagen voraus. Über Funk standen sie mit Michael Kessler in Verbindung. Um dem Schauspieler eine störungsfreie Fahrt zu ermöglichen, navigierten sie ihn zu den einzelnen Zielorten. Mit Beginn der vierten Staffel, die ab März 2009 ausgestrahlt wurde, konnten Zuschauer die Dreharbeiten per Livestream im Internet verfolgen und über Twitter zeitgleich mit Michael Kessler kommunizieren. Auf diese Weise gelang es beispielsweise, während eines nächtlichen Drehs einen Zuschauer ausfindig zu machen, der sich dazu bereit erklärte, mit Michael Kessler ein Nudelgericht in der eigenen Wohnungsküche zuzubereiten. 

## Begegnungen
Im Rahmen der Sendereihe traf Michael Kessler auf unterschiedlichste Menschen, darunter auf Mitarbeiter der US-Botschaft, französische Journalisten, spanische Musiker der Gruppe Marlango, Schauspieler Adam Sandler, ein in der ehemaligen DDR bekanntes Zauberkünstlerpaar, schwerhörige Jugendliche, straffällig gewordene junge Männer, Prostituierte mit ihren Freiern und eine Pornodarstellerin. Erstmals nach 18 Jahren begegnete er zudem Kameramann Tomas Erhart, mit dem er zuletzt in Manta Manta (1991) zusammengearbeitet hatte. 
Während der Dreharbeiten ereigneten sich mehrere Zwischenfälle, die nicht im Fernsehen ausgestrahlt wurden. So prallte bereits in der ersten Nacht ein unaufmerksamer Verkehrsteilnehmer mit seinem Motorroller auf dem Heck des Taxis auf. Das Kraftrad erlitt einen Totalschaden, der Unfallverursacher hingegen blieb im Wesentlichen unverletzt. Personen, die die Berliner Nacht-Taxe mit der Geldpreise offerierenden Sendung Quiz Taxi verwechselten, nötigten den am Steuer sitzenden Schauspieler, indem sie ihn in riskanten Fahrmanövern überholten, verfolgten und behinderten. Grölende Passanten rissen unvermittelt die Wagentür auf, Betrunkene pöbelten ihn an. Seine nächtlichen Abenteuer und Begegnungen fasste Kessler in dem gleichnamigen Buch zur Sendereihe zusammen, das im April 2008 im Berlin Verlag erschien. Zur Wahrung der Persönlichkeitsrechte wurden die Namen der beschriebenen Fahrgäste zum Teil geändert und die Interviews gekürzt. 2009 stellte der rbb die Produktion der Berliner Nacht-Taxe ein, setzte aber seine Zusammenarbeit mit Michael Kessler in der Sendereihe Kesslers Expedition fort.